# アレーナ・フォンチ・ノヴァ
アレーナ・フォンチ・ノヴァ（ポルトガル語: Arena Fonte Nova）は、ブラジルバイーア州サルヴァドールにあるサッカースタジアムである。
2010年に取り壊されたEstádio Octávio Mangabeiraの跡地に建設され、2013年にはコンフェデレーションズカップが、2014年にはFIFAワールドカップの一部の試合が開催された。

## 前身
前身のスタジアムは2007年11月25日、ヴィラ・ノヴァFCに勝利し、セリエB昇格を喜んだ65000人を超えるECバイーアのサポーターが飛び跳ねたり、ピッチに乱入したことで観客席が落下、7名が死亡300名以上が負傷する事故が起きた。11月初旬にブラジル国内29のスタジアムを調査したシナエンコ(建築構造力学調査組合)という団体が老朽化が進んでいるスタジアムの危険性を指摘し、完成後56年が経過していたフォンチ・ノヴァは最下位にランキングされたばかりだった。この事故の影響で翌日からスタジアムは閉鎖され、2010年に完全に取り壊された。

## 概要
サッカーの博物館やコンベンション・センター、レストランを併せ持つ。
デザインは同じ建築家が設計したこともあり、ドイツ・ブンデスリーガハノーファー96のホームスタジアムAWDアレーナを参考に設計された。

## 主要国際大会における開催実績

### コンフェデレーションズカップ2013
| 日時    | 時間(UTC-3) | チーム#1     | 結果                  | チーム#2   | ラウンド  | 観衆   |
| ------- | ----------- | ------------ | --------------------- | ---------- | --------- | ------ |
| 6月20日 | 19:00       | ナイジェリア | 1-2                   | ウルグアイ | グループB | 26,769 |
| 6月22日 | 16:00       | イタリア     | 2–4                   | ブラジル   | グループA | 48,874 |
| 6月30日 | 13:00       | ウルグアイ   | 2–2 a.e.t.(PK戦: 2–3) | イタリア   | 3位決定戦 | 43,382 |

### 2014 FIFAワールドカップ
| 日時    | 時間(UTC-3) | チーム#1                 | 結果             | チーム#2       | ラウンド   | 観衆   |
| ------- | ----------- | ------------------------ | ---------------- | -------------- | ---------- | ------ |
| 6月13日 | 16:00       | スペイン                 | 1-5              | オランダ       | Group B    | 48,173 |
| 6月16日 | 13:00       | ドイツ                   | 4-0              | ポルトガル     | Group G    | 51,081 |
| 6月20日 | 16:00       | スイス                   | 2-5              | フランス       | Group E    | 51,003 |
| 6月25日 | 13:00       | ボスニア・ヘルツェゴビナ | 3-1              | イラン         | Group F    | 48,011 |
| 7月1日  | 17:00       | ベルギー                 | 0-0 (2-1 a.e.t.) | アメリカ合衆国 | ラウンド16 | 51,227 |
| 7月5日  | 17:00       | オランダ                 | 0-0 (PK戦: 4–3)  | コスタリカ     | 準々決勝   | 51,179 |